# Уоллак, Илай
И́лай Хе́ршел Уо́ллак (Эли Хершл Валлах, англ. Eli Herschel Wallach [ˈiːlaɪ ˈwɔːlək]; 7 декабря 1915[…], Red Hook, Нью-Йорк[…] — 24 июня 2014[…], Манхэттен, Нью-Йорк[…]) — американский актёр. Наиболее известные сыгранные им роли — Кальвера в «Великолепной семёрке» Джона Стёрджеса, Туко в фильме Серджо Леоне «Хороший, плохой, злой», дон Альтабелло в фильме Фрэнсиса Форда Копполы «Крёстный отец 3».
Лауреат премий BAFTA, «Тони» и «Эмми», обладатель почётной премии «Оскар» за достижения на протяжении всей кинокарьеры (2011).

## Биография
Родился в Бруклине в еврейской семье, которая жила в итальянском квартале. Его родители — Абрам Валлах и Берта Шор — эмигрировали в США из Перемышля в 1909 году, отец (по профессии — портной) содержал в Бруклине конфетную лавку «Bertha’s»; разговорным языком в семье был идиш. Выпускник Техасского университета в Остине (в 1936 году) и Городского колледжа Нью-Йорка. Учился актёрскому мастерству в театральной студии «Neighborhood Playhouse», расположенной на Манхэттене.
Во время Второй мировой войны служил в медицинском подразделении на Гавайях, окончил курсы повышения квалификации для младших офицеров, затем был командирован в Касабланку и во Францию. Там впервые оказались востребованы его актёрские способности: вместе с другими сотрудниками госпиталя для раненых он написал и поставил любительскую сатирическую пьесу «Это что, армия?», в которой высмеивались различные европейские диктаторы, сам Уоллак изображал в спектакле Гитлера.

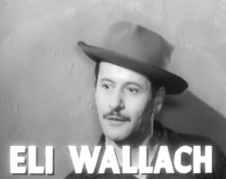
Уоллак в дебютном фильме «Куколка» (1956)

После окончания войны и демобилизации с 1945 года участвует в профессиональных театральных постановках на Бродвее. В 1951 году он становится лауреатом премии «Тони» за роль Альваро в пьесе Теннесси Уильямса «Татуированная роза». Дебютом в кино для Уоллака стала роль Сильвы Ваккаро в фильме Элиа Казана «Куколка» (1956) по сценарию Теннесси Уильямса. До того снимался только в телевизионных сериалах. Он начинает регулярно сниматься, хотя и редко появляется в главных ролях.
Илай Уоллак мог начать кинокарьеру ещё в 1953 году, когда ему была предложена роль Анджело Маджио в фильме Фреда Циннемана «Отныне и во веки веков», однако в итоге эту роль сыграл Фрэнк Синатра и получил за неё «Оскар». По известной легенде, Синатра получил роль благодаря давлению, которое оказали на продюсера фильма мафиози (эту легенду использовали Марио Пьюзо в романе «Крёстный отец» и Коппола в его экранизации). Однако по утверждению самого Уоллака, он сам отказался от роли в фильме, чтобы иметь возможность сыграть более интересную для него роль в постановке новой пьесы Теннесси Уильямса.
Во время съёмок фильма «Хороший, плохой, злой» у Уоллака сложились хорошие дружеские отношения с режиссёром Серджо Леоне. Через некоторое время Леоне предложил ему сыграть главную роль в его новом фильме «За пригоршню динамита», однако актёр отказался из-за намерения работать в другом проекте. Леоне продолжал настаивать, и Уоллак в итоге отказался от своих планов и дал ему согласие. Однако через некоторое время Леоне позвонил ему, извинился и сказал, что студия под угрозой снятия финансирования настаивает, чтобы роль сыграл Род Стайгер. Уоллак и Леоне разругались и больше никогда после этого не общались.
Уоллак был одним из трёх актёров, которые играли Мистера Фриза в телесериале 1966 года «Бэтмен». По словам Уоллака, никакая другая его роль не вызвала такого шквала писем от поклонников, как эта. В 1975 году была выпущена грампластинка, на которой Уоллак читает перевод книги А. И. Солженицына «Один день Ивана Денисовича» (ISBN 0-694-50262-6)

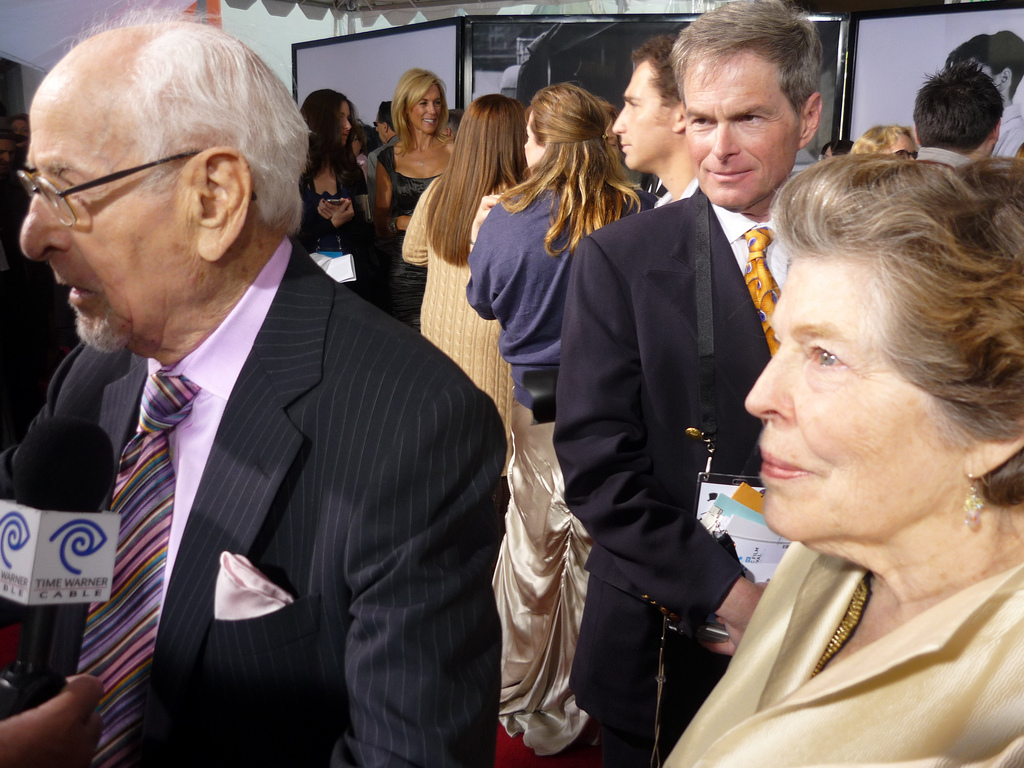
С супругой Энн Джексон в апреле 2010 года

Среди его наиболее памятных экранных работ — главарь банды Кальвера в фильме Джона Стёрджеса «Великолепная семёрка» (1960), Гвидо в фильме Джона Хьюстона «Неприкаянные» (1961), Чарли Грант в фильме Джона Форда «Как был завоёван Запад» (1962), эксцентричный миллионер Дэвис Лиланд в комедии Уильяма Уайлера «Как украсть миллион» (1966), Бен Бейкер в фильме Джей Ли Томпсона «Золото Маккенны» (1969). Классикой кинематографа и лучшей киноработой актёра признана сыгранная им роль Туко в фильме Серджо Леоне «Хороший, плохой, злой». Среди важных поздних ролей Уоллака — дон Альтабелло в фильме Фрэнсиса Копполы «Крёстный отец 3» (1990), раввин Бен Льюис в дебютной картине Эдварда Нортона «Сохраняя веру» (2000) и отставной сценарист Артур Эббот в фильме Нэнси Мейерс «Отпуск по обмену» (2006). Всего на счету Уоллака более 80 ролей в художественных фильмах и примерно столько же в телевизионных постановках, причём в последние годы актёр продолжал активно сниматься, несмотря на преклонный возраст и перенесённый инсульт, после которого он ослеп на левый глаз.
В 2005 году вышла написанная им автобиографическая книга «Хороший, плохой и я» («The Good, the Bad and Me: In My Anecdotage») (ISBN 978-0-15-603169-1).
98-летний Уоллак скончался 24 июня 2014 года в родном Нью-Йорке. Тело актёра было кремировано.

## Частная жизнь
С 1948 года Илай Уоллак был женат на актрисе Энн Джексон, у них трое детей. Его внучатый племянник Энтони Оливер Скотт — ведущий кинокритик The New York Times.

## Избранная фильмография
| Год  |    | Русское название                         | Оригинальное название                     | Роль                                  |
| ---- | -- | ---------------------------------------- | ----------------------------------------- | ------------------------------------- |
| 1956 | ф  | Куколка                                  | Baby Doll                                 | Сильва Вакарро                        |
| 1958 | ф  | Линейка                                  | The Lineup                                | танцор                                |
| 1958 | тф | Заговор с целью убить Сталина            | The Plot to Kill Stalin                   | Поскрёбышев                           |
| 1959 | тф | По ком звонит колокол                    | For Whom the Bell Tolls                   | цыган Рафаэль                         |
| 1960 | ф  | Великолепная семёрка                     | The Magnificent Seven                     | Кальвера                              |
| 1960 | ф  | Семь воров                               | Seven Thieves                             | Пончо                                 |
| 1961 | ф  | Неприкаянные                             | The Misfits                               | Гвидо                                 |
| 1962 | ф  | Как был завоёван Запад                   | How the West Was Won                      | Чарли Гант                            |
| 1962 | ф  | Приключения молодого человека            | Hemingway's Adventures of a Young Man     | Джон                                  |
| 1963 | ф  | Победители                               | The Victors                               | сержант Крейг                         |
| 1963 | ф  | Первый акт                               | Act One                                   | Уоррен Стоун                          |
| 1964 | ф  | Поцелуи для моего президента             | Kisses for My President                   | Рафаэль Вальдес младший               |
| 1964 | ф  | Лунные пряхи                             | The Moon-Spinners                         | Стратос                               |
| 1965 | ф  | Чингисхан                                | Genghis Khan                              | шах Хорезма                           |
| 1965 | ф  | Лорд Джим                                | Lord Jim                                  | генерал                               |
| 1966 | ф  | Как украсть миллион                      | How to Steal a Million                    | Дэвис Лиланд                          |
| 1966 | ф  | Хороший, плохой, злой                    | The Good, the Bad and the Ugly            | Туко                                  |
| 1966 | тф | Маки — это тоже цветы                    | Poppies Are Also Flowers                  | «Хэппи» Локарно                       |
| 1967 | ф  | Выход тигра                              | The Tiger Makes Out                       | Бен Харрис                            |
| 1968 | ф  | Козырной туз                             | Ace High                                  | Какопулос                             |
| 1968 | ф  | Как спасти брак (и разрушить свою жизнь) | How to Save a Marriage and Ruin Your Life | Гарри Хантер                          |
| 1968 | ф  | Прекрасный способ умереть                | A Lovely Way to Die                       | Теннеси Фредерикс                     |
| 1969 | ф  | Супермозг                                | Le Cerveau                                | Франки Сканнапьеко                    |
| 1969 | ф  | Золото Маккенны                          | Mackenna’s Gold                           | Бен Бейкер                            |
| 1970 | ф  | Ангел Левин                              | Angel Levine                              | клерк из кулинарии                    |
| 1970 | ф  | Зигзаг                                   | Zig Zag                                   | Марио Гамбретти                       |
| 1970 | ф  | Какова причина                           | The Reason Why                            | Чарли                                 |
| 1970 | ф  | Приключения Жерара                       | The Adventures of Gerard                  | Наполеон I                            |
| 1970 | ф  | Люди по соседству                        | The People Next Door                      | Артур Мэйсон                          |
| 1971 | ф  | Кровавый кулак                           | Viva la muerte... tua!                    | Макс Лосойя                           |
| 1971 | ф  | Роман конокрада                          | Romansa konjokradice                      | Кифке                                 |
| 1971 | тф | Машинистки                               | The Typists                               | Пол Каннингем                         |
| 1973 | тф | Смерть в холодную ночь                   | A Cold Night's Death                      | Франк Энери                           |
| 1973 | ф  | Золушка увольняется на берег             | Cinderella Liberty                        | Линн Форшей                           |
| 1973 | ф  | Последний шанс                           | L'ultima chance                           | Джо                                   |
| 1974 | ф  | Безумный Джо                             | Crazy Joe                                 | Дон Витторио                          |
| 1974 | тф | Обвинённый и осуждённый                  | Indict and Convict                        | ДеВитт Фостер                         |
| 1974 | тф | Хьюстон, у нас проблемы                  | Houston, We've Got a Problem              | рассказчик за кадром                  |
| 1975 | ф  | Белый,жёлтый, чёрный                     | The White, the Yellow, and the Black      | шериф Эдвард Гидеон / как Чёрный Джек |
| 1975 | ф  | Берегись шута                            | Attenti al buffone                        | Чезаре                                |
| 1976 | ф  | Безумный страх                           | Plot of Fear                              | Пьетро Риччо                          |
| 1976 | ф  | Независимость                            | Independence                              | Бенджамин Франклин                    |
| 1976 | тф | 20 оттенков розового                     | 20 Shades of Pink                         |                                       |
| 1977 | ф  | Принцип домино                           | The Domino Principle                      | генерал Ресер                         |
| 1977 | ф  | Часовой                                  | The Sentinel                              | детектив Гец                          |
| 1977 | ф  | Бездна                                   | The Deep                                  | Адам Коффин                           |
| 1977 | ф  | Противные привычки                       | Nasty Habits                              | монсеньор                             |
| 1978 | ф  | Железный круг                            | Circle of Iron                            | человек в масле                       |
| 1978 | ф  | Подружки                                 | Girlfriends                               | раввин Гольд                          |
| 1978 | тф | Пират                                    | The Pirate                                | Бен Эзра                              |
| 1978 | ф  | Маленькая Италия                         | Little Italy                              | Джероламо Джарра                      |
| 1979 | ф  | Сила огня                                | Firepower                                 | Хайман                                |
| 1980 | ф  | Охотник                                  | The Hunter                                | Ричи Блументаль                       |
| 1981 | ф  | Саламандра                               | The Salamander                            | генерал Лепорелло                     |
| 1986 | ф  | Крутые ребята                            | Tough Guys                                | Леон Б. Литтл                         |
| 1987 | ф  | Чокнутые                                 | Nuts                                      | доктор Герберт Моррисон               |
| 1990 | ф  | Два Джейка                               | The Two Jakes                             | Коттон Вайнбергер                     |
| 1990 | ф  | Крёстный отец 3                          | The Godfather: Part III                   | дон Альтобелло                        |
| 1992 | ф  | Статья 99                                | Article 99                                | Сэм Абрамс                            |
| 1992 | ф  | Любовница                                | Mistress                                  | Джордж                                |
| 1992 | ф  | Ночь и город                             | Night and the City                        | Пек                                   |
| 1995 | ф  | Двое — это слишком                       | Two Much                                  | Шелдон Додж                           |
| 1996 | ф  | Компаньон                                | The Associate                             | Дональд Фэллон                        |
| 2000 | ф  | Сохраняя веру                            | Keeping the Faith                         | рабби Бен Льюис                       |
| 2003 | ф  | Таинственная река                        | Mystic River                              | мистер Луни (нет в титрах)            |
| 2006 | ф  | Отпуск по обмену                         | The Holiday                               | Артур Эббот                           |
| 2006 | ф  | Мистификация                             | The Hoax                                  | Ной Дитрих                            |
| 2009 | ф  | Нью-Йорк, я люблю тебя                   | New York, I Love You'                     | Эйб                                   |
| 2010 | ф  | Призрак                                  | The Ghost Writer                          | старик на «Винограднике Марты»        |
| 2010 | ф  | Уолл-стрит: Деньги не спят               | Wall Street: Money Never Sleeps           | Джулиус Стайнхардт                    |